# گردینیان
شهر گردینیان (به فرانسوی: Gradignan) در شهرستان ژیروند در ناحیه ناحیه آکیتن با جمعیت ۲۲٬۹۸۸ نفر در کشور فرانسه واقع شده است